# عقد 1140 هـ
عقد 1140 هـ هو الفترة بين عام 1140 إلى 1149 في التقويم الهجري، أي العشر سنوات الخامسة من القرن الحادي عشر الهجري.